# Malone-Porter
Malone-Porter és una concentració de població designada pel cens dels Estats Units a l'estat de Washington. Segons el cens del 2000 tenia 473 habitants.

## Demografia
Segons el cens del 2000, Malone-Porter tenia 473 habitants, 172 habitatges, i 124 famílies. La densitat de població era de 17,3 habitants per km².
Dels 172 habitatges en un 37,8% hi vivien nens de menys de 18 anys, en un 61% hi vivien parelles casades, en un 6,4% dones solteres, i en un 27,9% no eren unitats familiars. En el 20,9% dels habitatges hi vivien persones soles el 7% de les quals corresponia a persones de 65 anys o més que vivien soles. El nombre mitjà de persones vivint en cada habitatge era de 2,75 i el nombre mitjà de persones que vivien en cada família era de 3,23.
Per edats la població es repartia de la següent manera: un 29,6% tenia menys de 18 anys, un 6,8% entre 18 i 24, un 29,2% entre 25 i 44, un 24,5% de 45 a 60 i un 9,9% 65 anys o més.
L'edat mediana era de 36 anys. Per cada 100 dones de 18 o més anys hi havia 99,4 homes.
La renda mediana per habitatge era de 37.875 $ i la renda mediana per família de 43.036 $. Els homes tenien una renda mediana de 32.266 $ mentre que les dones 27.768 $. La renda per capita de la població era de 15.434 $. Aproximadament el 9,1% de les famílies i el 8,7% de la població estaven per davall del llindar de pobresa.

## Poblacions més properes
El següent diagrama mostra les poblacions més properes.